# Vòng loại Giải vô địch bóng đá thế giới 2018 – Khu vực châu Á (Vòng 2)
Dưới đây là các trận đấu khu vực châu Á của vòng 2 cho vòng loại Giải vô địch bóng đá thế giới 2018 (và Vòng loại Cúp bóng đá châu Á 2019) diễn ra từ ngày 24 tháng 5 năm 2015 đến ngày 29 tháng 3 năm 2016.

## Định dạng
Tổng cộng có 40 đội (các đội bóng đã xếp hạng 1–34 trong bảng xếp hạng khu vực AFC và 6 đội thắng từ vòng 1) sẽ được chia thành 8 bảng, mỗi bảng 5 đội thi đấu theo thể thức vòng tròn 2 lượt sân nhà - sân khách. Tám đội nhất bảng và 4 đội nhì bảng tốt nhất sẽ giành quyền vào vòng 3 của vòng loại giải vô địch bóng đá thế giới cũng như giành quyền tham dự Cúp bóng đá châu Á 2019.
24 đội tốt nhất tiếp theo bị loại khỏi vòng 2 sẽ thi đấu vào Vòng loại Cúp bóng đá châu Á 2019 (Vòng 3) (mà sẽ được tách biệt từ vòng loại giải vô địch bóng đá thế giới 2018 cho châu Á), nơi chúng được chia thành 6 bảng 4 đội giành suất còn lại tham dự Cúp bóng đá châu Á 2019.

## Hạt giống
Lễ bốc thăm cho vòng 2 tổ chức vào ngày 14 tháng 4 năm 2015, vào lúc 17:00 MST (UTC+8), tại Khách sạn JW Marriott ở Kuala Lumpur, Malaysia.
Các hạt giống đã được dựa trên bảng xếp hạng FIFA công bố vào tháng 4 năm 2015 (hiển thị là theo chữ cái dưới đây). Có 40 đội bóng vượt qua vòng loại được hạt giống tự động vào trong 5 nhóm của 8 đội như sau:
- Nhóm 1 chứa các đội bóng xếp hạng 1–8
- Nhóm 2 chứa các đội bóng xếp hạng 9–16
- Nhóm 3 chứa các đội bóng xếp hạng 17–24
- Nhóm 4 chứa các đội bóng xếp hạng 25–32
- Nhóm 5 chứa các đội bóng xếp hạng 33–40

Mỗi bảng sẽ chứa 1 đội từ nhóm 8 đội.
Chú thích: In đậm là các đội giành quyền vào vòng 3.
| Nhóm 1 | Nhóm 2 | Nhóm 3 | Nhóm 4 | Nhóm 5 |
| --- | --- | --- | --- | --- |
| - Iran (40) - Nhật Bản (50) - Hàn Quốc (57) - Úc (63) - UAE (68) - Uzbekistan (73) - Trung Quốc (82) - Iraq (86) | - Ả Rập Xê Út (95) - Oman (97) - Qatar (99) - Jordan (103) - Bahrain (108) - Việt Nam (125) - Syria (126) - Kuwait (127) | - Afghanistan (135) - Philippines (139) - Palestine (140) - Maldives (141) - Thái Lan (142) - Tajikistan (143) - Liban (144) - Ấn Độ (147) | - Đông Timor (152) - Kyrgyzstan (153) - CHDCND Triều Tiên (157) - Myanmar (158) - Turkmenistan (159) - Indonesia (159) - Singapore (162) - Bhutan (163) | - Malaysia (164) - Hồng Kông (167) - Bangladesh (167) - Yemen (170) - Guam (175) - Lào (178) - Campuchia (179) - Đài Bắc Trung Hoa (179) |

Dưới đây là các trận đấu khu vực châu Á của vòng 2 cho vòng loại Giải vô địch bóng đá thế giới 2018 (và Vòng loại Cúp bóng đá châu Á 2019) diễn ra từ ngày 24 tháng 5 năm 2015 đến ngày 29 tháng 3 năm 2016.

## Các vòng bảng
| Tiêu chí xếp hạng vòng loại Giải vô địch bóng đá thế giới 2018 |
| --- |
| Với thể thức sân nhà và sân khách, việc xếp hạng các đội trong mỗi bảng được dựa trên các tiêu chí sau đây (quy định các Điều 20.6 và 20.7): 1. Điểm số (3 điểm cho 1 trận thắng, 1 điểm cho 1 trận hòa, 0 điểm cho 1 trận thua) 2. Hiệu số bàn thắng thua 3. Số bàn thắng 4. Điểm số trong trận đấu giữa các đội 5. Hiệu số bàn thắng thua trong trận đấu giữa các đội 6. Số bàn thắng ghi được trong trận đấu giữa các đội 7. Số bàn thắng sân khách ghi được trong các trận đấu giữa các đội 8. Trận play-off trên sân trung lập (nếu được chấp thuận bởi FIFA), với hiệp phụ và đá sút luân lưu nếu cần |

### Bảng A
| VT | Đội         | ST | T | H | B | BT | BB | HS  | Đ  | Giành quyền tham dự                 |  |      |     |     |      |     |
| -- | ----------- | -- | - | - | - | -- | -- | --- | -- | ----------------------------------- |  | ---- | --- | --- | ---- | --- |
| 1  | Ả Rập Xê Út | 8  | 6 | 2 | 0 | 28 | 4  | +24 | 20 | Vòng 3 và Asian Cup                 |  |      | 2–1 | 3–2 | 2–0  | 7–0 |
| 2  | UAE         | 8  | 5 | 2 | 1 | 25 | 4  | +21 | 17 | Vòng 3 và Asian Cup                 |  | 1–1  |     | 2–0 | 10–0 | 8–0 |
| 3  | Palestine   | 8  | 3 | 3 | 2 | 22 | 6  | +16 | 12 | V.loại Asian Cup (vòng 3)           |  | 0–0  | 0–0 |     | 6–0  | 7–0 |
| 4  | Malaysia    | 8  | 1 | 1 | 6 | 3  | 30 | −27 | 4  | Vòng loại Asian Cup (vòng play-off) |  | 0–3  | 1–2 | 0–6 |      | 1–1 |
| 5  | Đông Timor  | 8  | 0 | 2 | 6 | 2  | 36 | −34 | 2  | Vòng loại Asian Cup (vòng play-off) |  | 0–10 | 0–1 | 1–1 | 0–1  |     |

1. ↑  Trận đấu giữa Malaysia và Ả Rập Saudi vào ngày 8 tháng 9 năm 2015 đã buộc phải hoãn lại ở phút 87 do cổ động viên Malaysia đã ném bom khói và pháo sáng xuống sân khi tỉ số đang là 2–1 nghiêng về đội khách. Đến ngày 5 tháng 10 năm 2015, ủy ban kỷ luật của FIFA chính thức ra quyết định xử Malaysia thua 0–3.[8][9]

| Malaysia    | 1–1 Bị tịch thu                | Đông Timor   |
| ----------- | ------------------------------ | ------------ |
| - Safee 34' | Chi tiết (FIFA) Chi tiết (AFC) | - Saro 90+3' |

| Ả Rập Xê Út                            | 3–2                            | Palestine                      |
| -------------------------------------- | ------------------------------ | ------------------------------ |
| - Al-Shehri 6' - Al-Sahlawi 46', 90+4' | Chi tiết (FIFA) Chi tiết (AFC) | - Tamburrini 51' - Jadue 90+1' |

| Đông Timor | 0–1 Bị tịch thu                | UAE                  |
| ---------- | ------------------------------ | -------------------- |
|            | Chi tiết (FIFA) Chi tiết (AFC) | - O. Abdulrahman 80' |

| Malaysia | 0–6                            | Palestine                                                      |
| -------- | ------------------------------ | -------------------------------------------------------------- |
|          | Chi tiết (FIFA) Chi tiết (AFC) | - Al-Batat 9' - Maraaba 22', 75' - Seyam 41', 86' - Yousef 63' |

| UAE                                                                                       | 10–0                           | Malaysia |
| ----------------------------------------------------------------------------------------- | ------------------------------ | -------- |
| - Salem 16' - Mabkhout 22', 33', 76' - Khalil 24', 29', 70', 78' - Fardan 25' - Ahmed 37' | Chi tiết (FIFA) Chi tiết (AFC) |          |

| Ả Rập Xê Út                                                                                        | 7–0 Bị tịch thu                | Đông Timor |
| -------------------------------------------------------------------------------------------------- | ------------------------------ | ---------- |
| - Al-Shehri 2' - Al-Sahlawi 23' (ph.đ.), 26', 71' - Al-Faraj 30' - Al-Jassim 32' - Al-Muwallad 73' | Chi tiết (FIFA) Chi tiết (AFC) |            |

| Malaysia    | 0–3 Xử thua                    | Ả Rập Xê Út                      |
| ----------- | ------------------------------ | -------------------------------- |
| - Safiq 70' | Chi tiết (FIFA) Chi tiết (AFC) | - Al-Jassim 73' - Al-Sahlawi 76' |

| Palestine | 0–0                            | UAE |
| --------- | ------------------------------ | --- |
|           | Chi tiết (FIFA) Chi tiết (AFC) |     |

| Đông Timor | 1–1 Bị tịch thu                | Palestine          |
| ---------- | ------------------------------ | ------------------ |
| - Saro 54' | Chi tiết (FIFA) Chi tiết (AFC) | - Abu Nahyeh 90+2' |

| Ả Rập Xê Út                   | 2–1                            | UAE          |
| ----------------------------- | ------------------------------ | ------------ |
| - Al-Sahlawi 45', 90' (ph.đ.) | Chi tiết (FIFA) Chi tiết (AFC) | - Khalil 18' |

| Đông Timor | 0–1 Bị tịch thu                | Malaysia   |
| ---------- | ------------------------------ | ---------- |
|            | Chi tiết (FIFA) Chi tiết (AFC) | - Amri 10' |

| Palestine | 0–0                            | Ả Rập Xê Út |
| --------- | ------------------------------ | ----------- |
|           | Chi tiết (FIFA) Chi tiết (AFC) |             |

| Palestine                                                                 | 6–0                            | Malaysia |
| ------------------------------------------------------------------------- | ------------------------------ | -------- |
| - Cantillana 37' - Abu Nahyeh 38', 45', 58' - Seyam 88' - Ihbeisheh 90+1' | Chi tiết (FIFA) Chi tiết (AFC) |          |

| UAE                                                                               | 8–0                            | Đông Timor |
| --------------------------------------------------------------------------------- | ------------------------------ | ---------- |
| - Mabkhout 15', 19' - Khalil 43', 53' (ph.đ.), 56', 57' - Ali 54' - Al Hashmi 87' | Chi tiết (FIFA) Chi tiết (AFC) |            |

| Đông Timor | 0–10                           | Ả Rập Xê Út |
| ---------- | ------------------------------ | --- |
|            | Chi tiết (FIFA) Chi tiết (AFC) | - Al-Sahlawi 29' (ph.đ.), 42', 55' (ph.đ.), 70', 89' - Hawsawi 34' - Al-Shehri 35' - Al-Jassim 85' - Hazazi 90' - Al-Muwallad 90+2' |

| Malaysia      | 1–2                            | UAE                               |
| ------------- | ------------------------------ | --------------------------------- |
| - Baddrol 59' | Chi tiết (FIFA) Chi tiết (AFC) | - O. Abdulrahman 22' - Khalil 52' |

| UAE                                   | 2–0                            | Palestine |
| ------------------------------------- | ------------------------------ | --------- |
| - Al Hammadi 33' - Khalil 60' (ph.đ.) | Chi tiết (FIFA) Chi tiết (AFC) |           |

| Ả Rập Xê Út                      | 2–0                            | Malaysia |
| -------------------------------- | ------------------------------ | -------- |
| - Al-Sahlawi 50' - Al-Jassim 74' | Chi tiết (FIFA) Chi tiết (AFC) |          |

| Palestine                                                                      | 7–0                            | Đông Timor |
| ------------------------------------------------------------------------------ | ------------------------------ | ---------- |
| - Ihbeisheh 2' - Cantillana 18', 66' - Pinto 32', 39' - Awad 77' - Bahdari 90' | Chi tiết (FIFA) Chi tiết (AFC) |            |

| UAE                  | 1–1                            | Ả Rập Xê Út     |
| -------------------- | ------------------------------ | --------------- |
| - O. Abdulrahman 52' | Chi tiết (FIFA) Chi tiết (AFC) | - Al-Jassim 24' |

### Bảng B
| VT | Đội        | ST | T | H | B | BT | BB | HS  | Đ  | Giành quyền tham dự                 |  |     |     |     |     |     |
| -- | ---------- | -- | - | - | - | -- | -- | --- | -- | ----------------------------------- |  | --- | --- | --- | --- | --- |
| 1  | Úc         | 8  | 7 | 0 | 1 | 29 | 4  | +25 | 21 | Vòng 3 và Asian Cup                 |  |     | 5–1 | 3–0 | 7–0 | 5–0 |
| 2  | Jordan     | 8  | 5 | 1 | 2 | 21 | 7  | +14 | 16 | V.loại Asian Cup (vòng 3)           |  | 2–0 |     | 0–0 | 3–0 | 8–0 |
| 3  | Kyrgyzstan | 8  | 4 | 2 | 2 | 10 | 8  | +2  | 14 | V.loại Asian Cup (vòng 3)           |  | 1–2 | 1–0 |     | 2–2 | 2–0 |
| 4  | Tajikistan | 8  | 1 | 2 | 5 | 9  | 20 | −11 | 5  | Vòng loại Asian Cup (vòng play-off) |  | 0–3 | 1–3 | 0–1 |     | 5–0 |
| 5  | Bangladesh | 8  | 0 | 1 | 7 | 2  | 32 | −30 | 1  | Vòng loại Asian Cup (vòng play-off) |  | 0–4 | 0–4 | 1–3 | 1–1 |     |

| Bangladesh        | 1–3                            | Kyrgyzstan                                   |
| ----------------- | ------------------------------ | -------------------------------------------- |
| Kichin 32' (l.n.) | Chi tiết (FIFA) Chi tiết (AFC) | Zemlianukhin 8', 41' · Bernhardt 29' (ph.đ.) |

| Tajikistan       | 1–3                            | Jordan                     |
| ---------------- | ------------------------------ | -------------------------- |
| M. Dzhalilov 66' | Chi tiết (FIFA) Chi tiết (AFC) | Abdel-Fattah 29', 63', 88' |

| Bangladesh | 1–1                            | Tajikistan     |
| ---------- | ------------------------------ | -------------- |
| Hasan 50'  | Chi tiết (FIFA) Chi tiết (AFC) | Fatkhuloev 88' |

| Kyrgyzstan     | 1–2                            | Úc                   |
| -------------- | ------------------------------ | -------------------- |
| Baymatov 90+2' | Chi tiết (FIFA) Chi tiết (AFC) | Jedinak 2' · Oar 67' |

| Úc                                                              | 5–0                            | Bangladesh |
| --------------------------------------------------------------- | ------------------------------ | ---------- |
| Leckie 6' · Rogić 8' · Barman 20' (l.n.) · Burns 29' · Mooy 61' | Chi tiết (FIFA) Chi tiết (AFC) |            |

| Jordan | 0–0                            | Kyrgyzstan |
| ------ | ------------------------------ | ---------- |
|        | Chi tiết (FIFA) Chi tiết (AFC) |            |

| Bangladesh | 0–4                            | Jordan                                                 |
| ---------- | ------------------------------ | ------------------------------------------------------ |
|            | Chi tiết (FIFA) Chi tiết (AFC) | Deeb 14' (ph.đ.), 56' · Abu Amarah 33' · Al-Bakhit 59' |

| Tajikistan | 0–3                            | Úc                               |
| ---------- | ------------------------------ | -------------------------------- |
|            | Chi tiết (FIFA) Chi tiết (AFC) | Milligan 57' · Cahill 73', 90+1' |

| Kyrgyzstan                                  | 2–2                            | Tajikistan                               |
| ------------------------------------------- | ------------------------------ | ---------------------------------------- |
| Duyshobekov 7' · Zemlianukhin 90+4' (ph.đ.) | Chi tiết (FIFA) Chi tiết (AFC) | D. Dzhalilov 65' · F. Vasiev 71' (ph.đ.) |

| Jordan                                    | 2–0                            | Úc |
| ----------------------------------------- | ------------------------------ | -- |
| Abdel-Fattah 47' (ph.đ.) · Al-Dardour 84' | Chi tiết (FIFA) Chi tiết (AFC) |    |

| Kyrgyzstan           | 2–0                            | Bangladesh |
| -------------------- | ------------------------------ | ---------- |
| Lux 27' · Amirov 89' | Chi tiết (FIFA) Chi tiết (AFC) |            |

| Jordan                                   | 3–0                            | Tajikistan |
| ---------------------------------------- | ------------------------------ | ---------- |
| Al-Dardour 65', 90+4' · Abdel-Fattah 67' | Chi tiết (FIFA) Chi tiết (AFC) |            |

| Úc                                                   | 3–0                            | Kyrgyzstan |
| ---------------------------------------------------- | ------------------------------ | ---------- |
| Jedinak 40' (ph.đ.) · Cahill 50' · Amirov 69' (l.n.) | Chi tiết (FIFA) Chi tiết (AFC) |            |

| Tajikistan                                         | 5–0                            | Bangladesh |
| -------------------------------------------------- | ------------------------------ | ---------- |
| Dzhalilov 16', 26', 59', 74' · Nazarov 51' (ph.đ.) | Chi tiết (FIFA) Chi tiết (AFC) |            |

| Bangladesh | 0–4                            | Úc                                |
| ---------- | ------------------------------ | --------------------------------- |
|            | Chi tiết (FIFA) Chi tiết (AFC) | Cahill 6', 32', 37' · Jedinak 43' |

| Kyrgyzstan       | 1–0                            | Jordan |
| ---------------- | ------------------------------ | ------ |
| Zemlianukhin 48' | Chi tiết (FIFA) Chi tiết (AFC) |        |

| Úc                                                                                       | 7–0                            | Tajikistan |
| ---------------------------------------------------------------------------------------- | ------------------------------ | ---------- |
| Luongo 2' · Jedinak 13' (ph.đ.) · Milligan 57' (ph.đ.) · Burns 67', 87' · Rogic 70', 72' | Chi tiết (FIFA) Chi tiết (AFC) |            |

| Jordan                                                                                                  | 8–0                            | Bangladesh |
| --- | ------------------------------ | ---------- |
| Al-Dardour 7', 23', 40' · Deeb 29' · Al-Rawashdeh 32' · Faisal 63' · Al-Naber 82' · Samir 90+2' (ph.đ.) | Chi tiết (FIFA) Chi tiết (AFC) |            |

| Úc                                                  | 5–1                            | Jordan   |
| --------------------------------------------------- | ------------------------------ | -------- |
| Cahill 24', 44' · Mooy 39' · Rogic 53' · Luongo 69' | Chi tiết (FIFA) Chi tiết (AFC) | Deeb 90' |

| Tajikistan | 0–1                           | Kyrgyzstan |
| ---------- | ----------------------------- | ---------- |
|            | Chi tiết(FIFA) Chi tiết (AFC) | Lux 18'    |

### Bảng C
| VT | Đội        | ST | T | H | B | BT | BB | HS  | Đ  | Giành quyền tham dự                 |  |     |     |     |     |      |
| -- | ---------- | -- | - | - | - | -- | -- | --- | -- | ----------------------------------- |  | --- | --- | --- | --- | ---- |
| 1  | Qatar      | 8  | 7 | 0 | 1 | 29 | 4  | +25 | 21 | Vòng 3 và Asian Cup                 |  |     | 1–0 | 2–0 | 4–0 | 15–0 |
| 2  | Trung Quốc | 8  | 5 | 2 | 1 | 27 | 1  | +26 | 17 | Vòng 3 và Asian Cup                 |  | 2–0 |     | 0–0 | 4–0 | 12–0 |
| 3  | Hồng Kông  | 8  | 4 | 2 | 2 | 13 | 5  | +8  | 14 | V.loại Asian Cup (vòng 3)           |  | 2–3 | 0–0 |     | 2–0 | 7–0  |
| 4  | Maldives   | 8  | 2 | 0 | 6 | 8  | 20 | −12 | 6  | Vòng loại Asian Cup (vòng play-off) |  | 0–1 | 0–3 | 0–1 |     | 4–2  |
| 5  | Bhutan     | 8  | 0 | 0 | 8 | 5  | 52 | −47 | 0  | Vòng loại Asian Cup (vòng play-off) |  | 0–3 | 0–6 | 0–1 | 3–4 |      |

| Hồng Kông                                                                                                | 7–0                            | Bhutan |
| --- | ------------------------------ | ------ |
| McKee 19', 57' · Chris 23' · Lô Quân Nghi 30' · Cúc Doanh Trí 42' · Lâm Gia Vỹ 49' (ph.đ.) · Godfred 67' | Chi tiết (FIFA) Chi tiết (AFC) |        |

| Maldives | 0–1                            | Qatar         |
| -------- | ------------------------------ | ------------- |
|          | Chi tiết (FIFA) Chi tiết (AFC) | Maqsoud 90+9' |

| Bhutan | 0–6                            | Trung Quốc                                                   |
| ------ | ------------------------------ | ------------------------------------------------------------ |
|        | Chi tiết (FIFA) Chi tiết (AFC) | Dương Húc 45+2', 60', 76' · Vũ Lỗi 55' · Vu Đại Bảo 67', 83' |

| Hồng Kông                        | 2–0                            | Maldives |
| -------------------------------- | ------------------------------ | -------- |
| Từ Đức Soái 63' · Lâm Gia Vỹ 67' | Chi tiết (FIFA) Chi tiết (AFC) |          |

| Trung Quốc | 0–0                            | Hồng Kông |
| ---------- | ------------------------------ | --------- |
|            | Chi tiết (FIFA) Chi tiết (AFC) |           |

| Qatar | 15–0                           | Bhutan |
| --- | ------------------------------ | ------ |
| Musa 8', 28' · Kasola 18' · Assadalla 21', 45', 63' · Al Haidos 25', 87' · Muntari 37', 41', 48' · Afif 57' · Khoukhi 62', 70' · Mohammad 75' | Chi tiết (FIFA) Chi tiết (AFC) |        |

| Maldives | 0–3                            | Trung Quốc                               |
| -------- | ------------------------------ | ---------------------------------------- |
|          | Chi tiết (FIFA) Chi tiết (AFC) | Vu Đại Bảo 8', 57' · Trương Lâm Bồng 66' |

| Hồng Kông                   | 2–3                            | Qatar                               |
| --------------------------- | ------------------------------ | ----------------------------------- |
| Bạch Hạc 87' · Karikari 89' | Chi tiết (FIFA) Chi tiết (AFC) | Boudiaf 22' · Hassan 62' · Musa 84' |

| Bhutan                                   | 3–4                            | Maldives                                  |
| ---------------------------------------- | ------------------------------ | ----------------------------------------- |
| Dorji 85' · Gyeltshen 88' · Basnet 90+1' | Chi tiết (FIFA) Chi tiết (AFC) | Nashid 11' · Ashfaq 23', 33', 57' (ph.đ.) |

| Qatar       | 1–0                            | Trung Quốc |
| ----------- | ------------------------------ | ---------- |
| Boudiaf 22' | Chi tiết (FIFA) Chi tiết (AFC) |            |

| Bhutan | 0–1                            | Hồng Kông         |
| ------ | ------------------------------ | ----------------- |
|        | Chi tiết (FIFA) Chi tiết (AFC) | Trần Triệu Kỳ 89' |

| Qatar                                      | 4–0                            | Maldives |
| ------------------------------------------ | ------------------------------ | -------- |
| Khoukhi 28', 71' · Kasola 69' · Musa 90+2' | Chi tiết (FIFA) Chi tiết (AFC) |          |

| Maldives | 0–1                            | Hồng Kông            |
| -------- | ------------------------------ | -------------------- |
|          | Chi tiết (FIFA) Chi tiết (AFC) | Paulinho 13' (ph.đ.) |

| Trung Quốc | 12–0                           | Bhutan |
| --- | ------------------------------ | ------ |
| Mai Phương 10' · Dương Húc 13', 21' (ph.đ.), 37', 52' · Vu Đại Bảo 16', 39' · Vu Hán Siêu 34', 72' · Vương Vĩnh Phách 66', 81' · Trương Hi Triết 88' | Chi tiết (FIFA) Chi tiết (AFC) |        |

| Bhutan | 0–3                            | Qatar                            |
| ------ | ------------------------------ | -------------------------------- |
|        | Chi tiết (FIFA) Chi tiết (AFC) | Muntari 22' · Al Haidos 36', 90' |

| Hồng Kông | 0–0                            | Trung Quốc |
| --------- | ------------------------------ | ---------- |
|           | Chi tiết (FIFA) Chi tiết (AFC) |            |

| Trung Quốc                                 | 4–0                            | Maldives |
| ------------------------------------------ | ------------------------------ | -------- |
| Khương Ninh 3', 84', 90+1' · Dương Húc 12' | Chi tiết (FIFA) Chi tiết (AFC) |          |

| Qatar                     | 2–0                            | Hồng Kông |
| ------------------------- | ------------------------------ | --------- |
| Al Haidos 20' · Soria 87' | Chi tiết (FIFA) Chi tiết (AFC) |           |

| Trung Quốc                     | 2–0                            | Qatar |
| ------------------------------ | ------------------------------ | ----- |
| Hoàng Bác Văn 57' · Vũ Lỗi 88' | Chi tiết (FIFA) Chi tiết (AFC) |       |

| Maldives                                               | 4–2                            | Bhutan                          |
| ------------------------------------------------------ | ------------------------------ | ------------------------------- |
| Asadhulla 37' · Ashfaq 81' (ph.đ.), 90+4' · Hassan 87' | Chi tiết (FIFA) Chi tiết (AFC) | Gyeltsen 7' · Dorji 48' (ph.đ.) |

### Bảng D
| VT | Đội          | ST | T | H | B | BT | BB | HS  | Đ  | Giành quyền tham dự                 |  |     |     |     |     |     |
| -- | ------------ | -- | - | - | - | -- | -- | --- | -- | ----------------------------------- |  | --- | --- | --- | --- | --- |
| 1  | Iran         | 8  | 6 | 2 | 0 | 26 | 3  | +23 | 20 | Vòng 3 và Asian Cup                 |  |     | 2–0 | 3–1 | 6–0 | 4–0 |
| 2  | Oman         | 8  | 4 | 2 | 2 | 11 | 7  | +4  | 14 | Vòng loại Asian Cup (vòng 3)        |  | 1–1 |     | 3–1 | 1–0 | 3–0 |
| 3  | Turkmenistan | 8  | 4 | 1 | 3 | 10 | 11 | −1  | 13 | Vòng loại Asian Cup (vòng 3)        |  | 1–1 | 2–1 |     | 1–0 | 2–1 |
| 4  | Guam         | 8  | 2 | 1 | 5 | 3  | 16 | −13 | 7  | Vòng loại Asian Cup (vòng 3)        |  | 0–6 | 0–0 | 1–0 |     | 2–1 |
| 5  | Ấn Độ        | 8  | 1 | 0 | 7 | 5  | 18 | −13 | 3  | Vòng loại Asian Cup (vòng play-off) |  | 0–3 | 1–2 | 1–2 | 1–0 |     |

1. ↑  FIFA xử Iran thắng 3–0 do sử dụng cầu thủ Eugeneson Lyngdoh của Ấn Độ không đủ điều kiện thi đấu.[21] Trận đấu khi đó kết thúc với tỉ số 3–0 nghiêng về Iran.

| Guam                  | 1–0                            | Turkmenistan |
| --------------------- | ------------------------------ | ------------ |
| Annaorazow 14' (l.n.) | Chi tiết (FIFA) Chi tiết (AFC) |              |

| Ấn Độ       | 1–2                            | Oman                           |
| ----------- | ------------------------------ | ------------------------------ |
| Chhetri 26' | Chi tiết (FIFA) Chi tiết (AFC) | Said 1' · Al-Hosni 40' (ph.đ.) |

| Guam                       | 2–1                            | Ấn Độ         |
| -------------------------- | ------------------------------ | ------------- |
| McDonald 38' · Nicklaw 62' | Chi tiết (FIFA) Chi tiết (AFC) | Chhetri 90+4' |

| Turkmenistan | 1–1                            | Iran      |
| ------------ | ------------------------------ | --------- |
| Mingazow 46' | Chi tiết (FIFA) Chi tiết (AFC) | Azmoun 4' |

| Iran                                                                 | 6–0                            | Guam |
| -------------------------------------------------------------------- | ------------------------------ | ---- |
| Dejagah 10' (ph.đ.) · Taremi 31', 65' · Azmoun 34', 41' · Torabi 89' | Chi tiết (FIFA) Chi tiết (AFC) |      |

| Oman                                         | 3–1                            | Turkmenistan |
| -------------------------------------------- | ------------------------------ | ------------ |
| Saleh 7' · Saparow 11' (l.n.) · Al-Hosni 59' | Chi tiết (FIFA) Chi tiết (AFC) | Amanow 82'   |

| Guam | 0–0                            | Oman |
| ---- | ------------------------------ | ---- |
|      | Chi tiết (FIFA) Chi tiết (AFC) |      |

| Ấn Độ | 0–3 Xử thua                    | Iran                                     |
| ----- | ------------------------------ | ---------------------------------------- |
|       | Chi tiết (FIFA) Chi tiết (AFC) | Azmoun 28' · Teymourian 46' · Taremi 49' |

| Turkmenistan           | 2–1                            | Ấn Độ          |
| ---------------------- | ------------------------------ | -------------- |
| Abylow 8' · Amanow 60' | Chi tiết (FIFA) Chi tiết (AFC) | Lalpekhlua 28' |

| Oman            | 1–1                            | Iran         |
| --------------- | ------------------------------ | ------------ |
| Al-Mukhaini 52' | Chi tiết (FIFA) Chi tiết (AFC) | Hosseini 70' |

| Turkmenistan | 1–0                            | Guam |
| ------------ | ------------------------------ | ---- |
| Abylow 16'   | Chi tiết (FIFA) Chi tiết (AFC) |      |

| Oman                              | 3–0                            | Ấn Độ |
| --------------------------------- | ------------------------------ | ----- |
| Mubarak 55' · Al-Muqbali 67', 84' | Chi tiết (FIFA) Chi tiết (AFC) |       |

| Iran                                                  | 3–1                            | Turkmenistan |
| ----------------------------------------------------- | ------------------------------ | ------------ |
| Pouraliganji 6' · Ezatolahi 64' · Dejagah 83' (ph.đ.) | Chi tiết (FIFA) Chi tiết (AFC) | Saparow 62'  |

| Ấn Độ        | 1–0                            | Guam |
| ------------ | ------------------------------ | ---- |
| R. Singh 10' | Chi tiết (FIFA) Chi tiết (AFC) |      |

| Guam | 0–6                            | Iran                                                                                   |
| ---- | ------------------------------ | -------------------------------------------------------------------------------------- |
|      | Chi tiết (FIFA) Chi tiết (AFC) | Taremi 12', 63' · Kamyabinia 32' · Rezaeian 49' · Shojaei 52' (ph.đ.) · Ansarifard 53' |

| Turkmenistan                | 2–1                            | Oman            |
| --------------------------- | ------------------------------ | --------------- |
| Geworkýan 40' · Muhadow 67' | Chi tiết (FIFA) Chi tiết (AFC) | Al-Ghassani 70' |

| Iran                                                            | 4–0                            | Ấn Độ |
| --------------------------------------------------------------- | ------------------------------ | ----- |
| Hajsafi 33' (ph.đ.), 66' (ph.đ.) · Azmoun 61' · Jahanbakhsh 78' | Chi tiết (FIFA) Chi tiết (AFC) |       |

| Oman        | 1–0                            | Guam |
| ----------- | ------------------------------ | ---- |
| Mubarak 53' | Chi tiết (FIFA) Chi tiết (AFC) |      |

| Ấn Độ       | 1–2                            | Turkmenistan            |
| ----------- | ------------------------------ | ----------------------- |
| Jhingan 26' | Chi tiết (FIFA) Chi tiết (AFC) | Amanow 48' · Ataýew 70' |

| Iran            | 2–0                            | Oman |
| --------------- | ------------------------------ | ---- |
| Azmoun 16', 23' | Chi tiết (FIFA) Chi tiết (AFC) |      |

### Bảng E
| VT | Đội         | ST | T | H | B | BT | BB | HS  | Đ  | Giành quyền tham dự                 |  |     |     |     |     |     |
| -- | ----------- | -- | - | - | - | -- | -- | --- | -- | ----------------------------------- |  | --- | --- | --- | --- | --- |
| 1  | Nhật Bản    | 8  | 7 | 1 | 0 | 27 | 0  | +27 | 22 | Vòng 3 và Asian Cup                 |  |     | 5–0 | 0–0 | 5–0 | 3–0 |
| 2  | Syria       | 8  | 6 | 0 | 2 | 26 | 11 | +15 | 18 | Vòng 3 và Asian Cup                 |  | 0–3 |     | 1–0 | 5–2 | 6–0 |
| 3  | Singapore   | 8  | 3 | 1 | 4 | 9  | 9  | 0   | 10 | Vòng loại Asian Cup (vòng 3)        |  | 0–3 | 1–2 |     | 1–0 | 2–1 |
| 4  | Afghanistan | 8  | 3 | 0 | 5 | 8  | 24 | −16 | 9  | Vòng loại Asian Cup (vòng 3)        |  | 0–6 | 0–6 | 2–1 |     | 3–0 |
| 5  | Campuchia   | 8  | 0 | 0 | 8 | 1  | 27 | −26 | 0  | Vòng loại Asian Cup (vòng play-off) |  | 0–2 | 0–6 | 0–4 | 0–1 |     |

| Campuchia | 0–4                            | Singapore                                  |
| --------- | ------------------------------ | ------------------------------------------ |
|           | Chi tiết (FIFA) Chi tiết (AFC) | Khairul 9' · Safuwan 21', 35' · Fazrul 55' |

| Afghanistan | 0–6                            | Syria                                                                         |
| ----------- | ------------------------------ | ----------------------------------------------------------------------------- |
|             | Chi tiết (FIFA) Chi tiết (AFC) | Rafe 19', 35' · Ajan 42' · Al Hussain 70' · Malki 75' · Khribin 90+4' (ph.đ.) |

| Nhật Bản | 0–0                            | Singapore |
| -------- | ------------------------------ | --------- |
|          | Chi tiết (FIFA) Chi tiết (AFC) |           |

| Campuchia | 0–1                            | Afghanistan |
| --------- | ------------------------------ | ----------- |
|           | Chi tiết (FIFA) Chi tiết (AFC) | Zazai 86'   |

| Nhật Bản                             | 3–0                            | Campuchia |
| ------------------------------------ | ------------------------------ | --------- |
| Honda 28' · Yoshida 50' · Kagawa 61' | Chi tiết (FIFA) Chi tiết (AFC) |           |

| Syria        | 1–0                            | Singapore |
| ------------ | ------------------------------ | --------- |
| Al-Jafal 59' | Chi tiết (FIFA) Chi tiết (AFC) |           |

| Campuchia | 0–6                            | Syria                                                              |
| --------- | ------------------------------ | ------------------------------------------------------------------ |
|           | Chi tiết (FIFA) Chi tiết (AFC) | Khribin 29', 39' · Malki 31' · Maowas 44' · Midani 50' · Omari 81' |

| Afghanistan | 0–6                            | Nhật Bản                                                       |
| ----------- | ------------------------------ | -------------------------------------------------------------- |
|             | Chi tiết (FIFA) Chi tiết (AFC) | Kagawa 10', 50' · Morishige 35' · Okazaki 57', 60' · Honda 74' |

| Singapore   | 1–0                            | Afghanistan |
| ----------- | ------------------------------ | ----------- |
| Khairul 72' | Chi tiết (FIFA) Chi tiết (AFC) |             |

| Syria | 0–3                            | Nhật Bản                                    |
| ----- | ------------------------------ | ------------------------------------------- |
|       | Chi tiết (FIFA) Chi tiết (AFC) | Honda 55' (ph.đ.) · Okazaki 70' · Usami 88' |

| Singapore              | 2–1                            | Campuchia  |
| ---------------------- | ------------------------------ | ---------- |
| Ramli 16' · Fazrul 47' | Chi tiết (FIFA) Chi tiết (AFC) | Suhana 65' |

| Syria                                | 5–2                            | Afghanistan               |
| ------------------------------------ | ------------------------------ | ------------------------- |
| Omari 9', 21', 83' · Maowas 32', 90' | Chi tiết (FIFA) Chi tiết (AFC) | Amiri 44' · Shayesteh 78' |

| Singapore | 0–3                            | Nhật Bản                               |
| --------- | ------------------------------ | -------------------------------------- |
|           | Chi tiết (FIFA) Chi tiết (AFC) | Kanazaki 20' · Honda 26' · Yoshida 88' |

| Afghanistan                         | 3–0                            | Campuchia |
| ----------------------------------- | ------------------------------ | --------- |
| Zazai 42' · Amiri 78' · Amani 90+4' | Chi tiết (FIFA) Chi tiết (AFC) |           |

| Singapore           | 1–2                            | Syria              |
| ------------------- | ------------------------------ | ------------------ |
| Safuwan 89' (ph.đ.) | Chi tiết (FIFA) Chi tiết (AFC) | Khribin 20', 90+3' |

| Campuchia | 0–2                            | Nhật Bản                        |
| --------- | ------------------------------ | ------------------------------- |
|           | Chi tiết (FIFA) Chi tiết (AFC) | Laboravy 51' (l.n.) · Honda 90' |

| Nhật Bản                                                                       | 5–0                            | Afghanistan |
| ------------------------------------------------------------------------------ | ------------------------------ | ----------- |
| Okazaki 43' · Kiyotake 58' · Mukhammad 63' (l.n.) · Yoshida 74' · Kanazaki 78' | Chi tiết (FIFA) Chi tiết (AFC) |             |

| Syria                                                                          | 6–0                            | Campuchia |
| ------------------------------------------------------------------------------ | ------------------------------ | --------- |
| Khribin 7', 19' · Kallasi 57' · Makara 70' (l.n.) · Al Hussain 80' · Malki 84' | Chi tiết (FIFA) Chi tiết (AFC) |           |

| Afghanistan             | 2–1                            | Singapore  |
| ----------------------- | ------------------------------ | ---------- |
| Amani 39' · Shirdel 79' | Chi tiết (FIFA) Chi tiết (AFC) | Fazrul 89' |

| Nhật Bản                                                            | 5–0                            | Syria |
| ------------------------------------------------------------------- | ------------------------------ | ----- |
| Al Masri 18' (l.n.) · Kagawa 66', 90' · Honda 86' · Haraguchi 90+3' | Chi tiết (FIFA) Chi tiết (AFC) |       |

### Bảng F
| VT | Đội               | ST | T | H | B | BT | BB | HS  | Đ  | Giành quyền tham dự                 |  |     |     |     |     |   |
| -- | ----------------- | -- | - | - | - | -- | -- | --- | -- | ----------------------------------- |  | --- | --- | --- | --- | - |
| 1  | Thái Lan          | 6  | 4 | 2 | 0 | 14 | 6  | +8  | 14 | Vòng 3 và Asian Cup                 |  |     | 2–2 | 1–0 | 4–2 | — |
| 2  | Iraq              | 6  | 3 | 3 | 0 | 13 | 6  | +7  | 12 | Vòng 3 và Asian Cup                 |  | 2–2 |     | 1–0 | 5–1 | — |
| 3  | Việt Nam          | 6  | 2 | 1 | 3 | 7  | 8  | −1  | 7  | Vòng loại Asian Cup (vòng 3)        |  | 0–3 | 1–1 |     | 4–1 | — |
| 4  | Đài Bắc Trung Hoa | 6  | 0 | 0 | 6 | 5  | 19 | −14 | 0  | Vòng loại Asian Cup (vòng play-off) |  | 0–2 | 0–2 | 1–2 |     | — |
| 5  | Indonesia (D)     | 0  | 0 | 0 | 0 | 0  | 0  | 0   | 0  | Bị FIFA cấm thi đấu                 |  | —   | —   | —   | —   |   |

1. ↑  Vào ngày 30 tháng 5 năm 2015, FIFA đã chính thức cấm Hiệp hội bóng đá Indonesia (PSSI) tham gia vào các hoạt động bóng đá do để chính phủ can thiệp quá sâu vào nội bộ bóng đá nước này.[25] Vào ngày 3 tháng 6 năm 2015, AFC khẳng định rằng Indonesia đã bị loại khỏi từ đang thi đấu vòng loại, và tất cả các trận đấu của họ tham gia đã bị hủy bỏ.[26]

| Thái Lan    | 1–0                            | Việt Nam |
| ----------- | ------------------------------ | -------- |
| Pokklaw 81' | Chi tiết (FIFA) Chi tiết (AFC) |          |

| Đài Bắc Trung Hoa | 0–2                            | Thái Lan          |
| ----------------- | ------------------------------ | ----------------- |
|                   | Chi tiết (FIFA) Chi tiết (AFC) | Teerasil 21', 39' |

| Iraq                                                                  | 5–1                            | Đài Bắc Trung Hoa |
| --------------------------------------------------------------------- | ------------------------------ | ----------------- |
| Adnan 37' · Hosni 59' · Yasin 80' · Mahmoud 88' · Meram 90+1' (ph.đ.) | Chi tiết (FIFA) Chi tiết (AFC) | Ôn Chí Hào 86'    |

| Đài Bắc Trung Hoa  | 1–2                            | Việt Nam                                 |
| ------------------ | ------------------------------ | ---------------------------------------- |
| Ngô Tuấn Thanh 82' | Chi tiết (FIFA) Chi tiết (AFC) | Đinh Tiến Thành 53' · Trần Phi Sơn 90+2' |

| Thái Lan                             | 2–2                            | Iraq                    |
| ------------------------------------ | ------------------------------ | ----------------------- |
| Theerathon 80' (ph.đ.) · Mongkol 83' | Chi tiết (FIFA) Chi tiết (AFC) | Meram 34' · Mahmoud 49' |

| Việt Nam         | 1–1                            | Iraq                  |
| ---------------- | ------------------------------ | --------------------- |
| Lê Công Vinh 25' | Chi tiết (FIFA) Chi tiết (AFC) | Mahmoud 90+7' (ph.đ.) |

| Việt Nam | 0–3                            | Thái Lan                                                   |
| -------- | ------------------------------ | ---------------------------------------------------------- |
|          | Chi tiết (FIFA) Chi tiết (AFC) | Kroekrit 29' · Đinh Tiến Thành 56' (l.n.) · Theerathon 70' |

| Thái Lan                                           | 4–2                            | Đài Bắc Trung Hoa                      |
| -------------------------------------------------- | ------------------------------ | -------------------------------------- |
| Teerasil 41' · Pokklaw 52' · Adisak 72' · Tana 74' | Chi tiết (FIFA) Chi tiết (AFC) | Nghiêm Nhã Kỳ 3' · Hoàng Khải Xuân 65' |

| Đài Bắc Trung Hoa | 0–2                            | Iraq                     |
| ----------------- | ------------------------------ | ------------------------ |
|                   | Chi tiết (FIFA) Chi tiết (AFC) | Ismail 19' · Mahmoud 85' |

| Việt Nam                                          | 4–1                            | Đài Bắc Trung Hoa |
| ------------------------------------------------- | ------------------------------ | ----------------- |
| Lê Công Vinh 8', 90+1' · Nguyễn Văn Toàn 29', 42' | Chi tiết (FIFA) Chi tiết (AFC) | Ngô Tuấn Thanh 7' |

| Iraq                    | 2–2                            | Thái Lan                 |
| ----------------------- | ------------------------------ | ------------------------ |
| Kamel 66' · Adnan 90+5' | Chi tiết (FIFA) Chi tiết (AFC) | Mongkol 39' · Adisak 86' |

| Iraq               | 1–0                            | Việt Nam |
| ------------------ | ------------------------------ | -------- |
| Abdul-Raheem 45+1' | Chi tiết (FIFA) Chi tiết (AFC) |          |

### Bảng G
| VT | Đội      | ST | T | H | B | BT | BB | HS  | Đ  | Giành quyền tham dự                 |  |     |     |     |     |     |
| -- | -------- | -- | - | - | - | -- | -- | --- | -- | ----------------------------------- |  | --- | --- | --- | --- | --- |
| 1  | Hàn Quốc | 8  | 8 | 0 | 0 | 27 | 0  | +27 | 24 | Vòng 3 và Asian Cup                 |  |     | 1–0 | 3–0 | 4–0 | 8–0 |
| 2  | Liban    | 8  | 3 | 2 | 3 | 12 | 6  | +6  | 11 | Vòng loại Asian Cup (vòng 3)        |  | 0–3 |     | 0–1 | 1–1 | 6–0 |
| 3  | Kuwait   | 8  | 3 | 1 | 4 | 12 | 10 | +2  | 10 | Truất quyền thi đấu                 |  | 0–1 | 0–0 |     | 9–0 | 0–3 |
| 4  | Myanmar  | 8  | 2 | 2 | 4 | 9  | 21 | −12 | 8  | Vòng loại Asian Cup (vòng 3)        |  | 0–2 | 0–2 | 3–0 |     | 3–1 |
| 5  | Lào      | 8  | 1 | 1 | 6 | 6  | 29 | −23 | 4  | Vòng loại Asian Cup (vòng play-off) |  | 0–5 | 0–2 | 0–2 | 2–2 |     |

1. 1 2 3  Vào ngày 16 tháng 10 năm 2015, FIFA chính thức cấm Hiệp hội bóng đá Kuwait (KFA) tham gia vào các hoạt động bóng đá từ Ủy ban Điều hành FIFA do chính phủ can thiệp vào nội bộ bóng đá nước này.[28] Trận đấu giữa Myanmar và Kuwait dự định diễn ra vào ngày 17 tháng 11 năm 2015 không thể diễn ra như dự kiến,[29] và ngày 13 tháng 1 năm 2016, Kuwait bị xử thua Myanmar 0–3.[30] Cặp đấu Kuwait gặp Lào và Hàn Quốc gặp Kuwait dự kiến diễn ra vào các ngày 24 và 29 tháng 3 năm 2016 không thể diễn ra theo đúng lịch, và đến ngày 6 tháng 4, FIFA xử Kuwait thua Hàn Quốc và Lào với cùng tỷ số 0–3.[31]

| Lào                         | 2–2                            | Myanmar                              |
| --------------------------- | ------------------------------ | ------------------------------------ |
| Sayavutthi 81' (ph.đ.), 83' | Chi tiết (FIFA) Chi tiết (AFC) | Zaw Min Tun 41' · Kyaw Zayar Win 85' |

| Liban | 0–1                            | Kuwait     |
| ----- | ------------------------------ | ---------- |
|       | Chi tiết (FIFA) Chi tiết (AFC) | Nasser 86' |

| Myanmar | 0–2                            | Hàn Quốc                             |
| ------- | ------------------------------ | ------------------------------------ |
|         | Chi tiết (FIFA) Chi tiết (AFC) | Lee Jae-sung 35' · Son Heung-min 67' |

| Lào | 0–2                            | Liban                    |
| --- | ------------------------------ | ------------------------ |
|     | Chi tiết (FIFA) Chi tiết (AFC) | Ghaddar 5' · Shamsin 75' |

| Hàn Quốc | 8–0                            | Lào |
| --- | ------------------------------ | --- |
| Lee Chung-yong 9' · Son Heung-min 12', 74', 89' · Kwon Chang-hoon 30', 75' · Suk Hyun-jun 58' · Lee Jae-sung 90+4' | Chi tiết (FIFA) Chi tiết (AFC) |     |

| Kuwait | 9–0                            | Myanmar |
| --- | ------------------------------ | ------- |
| Nasser 11', 18' · Maqseed 12' · Zaid 46' · Zaw Min Tun 56' (l.n.) · Al Misha'an 61' · Al Mutawa 69' (ph.đ.), 88', 90+3' | Chi tiết (FIFA) Chi tiết (AFC) |         |

| Lào | 0–2                            | Kuwait                             |
| --- | ------------------------------ | ---------------------------------- |
|     | Chi tiết (FIFA) Chi tiết (AFC) | Nasser 31' · Al-Mutawa 84' (ph.đ.) |

| Liban | 0–3                            | Hàn Quốc                                                               |
| ----- | ------------------------------ | ---------------------------------------------------------------------- |
|       | Chi tiết (FIFA) Chi tiết (AFC) | Jang Huyn-soo 22' (ph.đ.) · Ali Hamam 26' (l.n.) · Kwon Chang-hoon 60' |

| Myanmar | 0–2                            | Liban                     |
| ------- | ------------------------------ | ------------------------- |
|         | Chi tiết (FIFA) Chi tiết (AFC) | Maatoukk 28' · Atwi 90+3' |

| Kuwait | 0–1                            | Hàn Quốc         |
| ------ | ------------------------------ | ---------------- |
|        | Chi tiết (FIFA) Chi tiết (AFC) | Koo Ja-cheol 12' |

| Myanmar                                           | 3–1                            | Lào           |
| ------------------------------------------------- | ------------------------------ | ------------- |
| Suan Lam Mang 13' · Kyaw Ko Ko 32' · Aung Thu 50' | Chi tiết (FIFA) Chi tiết (AFC) | Sayavutthi 2' |

| Kuwait | 0–0                            | Liban |
| ------ | ------------------------------ | ----- |
|        | Chi tiết (FIFA) Chi tiết (AFC) |       |

| Hàn Quốc                                                                  | 4–0                            | Myanmar |
| ------------------------------------------------------------------------- | ------------------------------ | ------- |
| Lee Jae-sung 18' · Koo Ja-cheol 30' · Jang Hyun-soo 82' · Nam Tae-hee 86' | Chi tiết (FIFA) Chi tiết (AFC) |         |

| Liban                                                                              | 7–0                            | Lào |
| ---------------------------------------------------------------------------------- | ------------------------------ | --- |
| Mohamad 27' · Antar 34' · Chaito 36', 90+3' · Hamam 42' · Maatouk 59' · Oumari 90' | Chi tiết (FIFA) Chi tiết (AFC) |     |

| Lào | 0–5                            | Hàn Quốc                                                                  |
| --- | ------------------------------ | ------------------------------------------------------------------------- |
|     | Chi tiết (FIFA) Chi tiết (AFC) | Ki Sung-yueng 3' (ph.đ.), 33' · Son Heung-min 35', 67' · Suk Hyun-jun 43' |

| Myanmar | 3–0 Xử thua                    | Kuwait |
| ------- | ------------------------------ | ------ |
|         | Chi tiết (FIFA) Chi tiết (AFC) |        |

| Hàn Quốc              | 1–0                            | Liban |
| --------------------- | ------------------------------ | ----- |
| Lee Jeong-hyeop 90+3' | Chi tiết (FIFA) Chi tiết (AFC) |       |

| Kuwait | 0–3 Xử thua                    | Lào |
| ------ | ------------------------------ | --- |
|        | Chi tiết (FIFA) Chi tiết (AFC) |     |

| Liban        | 1–1                            | Myanmar      |
| ------------ | ------------------------------ | ------------ |
| El-Helwe 88' | Chi tiết (FIFA) Chi tiết (AFC) | Aung Thu 73' |

| Hàn Quốc | 3–0 Xử thắng                   | Kuwait |
| -------- | ------------------------------ | ------ |
|          | Chi tiết (FIFA) Chi tiết (AFC) |        |

### Bảng H
| VT | Đội               | ST | T | H | B | BT | BB | HS  | Đ  | Giành quyền tham dự                 |  |     |     |     |     |     |
| -- | ----------------- | -- | - | - | - | -- | -- | --- | -- | ----------------------------------- |  | --- | --- | --- | --- | --- |
| 1  | Uzbekistan        | 8  | 7 | 0 | 1 | 20 | 7  | +13 | 21 | Vòng 3 và Asian Cup                 |  |     | 3–1 | 1–0 | 1–0 | 1–0 |
| 2  | CHDCND Triều Tiên | 8  | 5 | 1 | 2 | 14 | 8  | +6  | 16 | Vòng loại Asian Cup (vòng 3)        |  | 4–2 |     | 0–0 | 2–0 | 1–0 |
| 3  | Philippines       | 8  | 3 | 1 | 4 | 8  | 12 | −4  | 10 | Vòng loại Asian Cup (vòng 3)        |  | 1–5 | 3–2 |     | 2–1 | 0–1 |
| 4  | Bahrain           | 8  | 3 | 0 | 5 | 10 | 10 | 0   | 9  | Vòng loại Asian Cup (vòng 3)        |  | 0–4 | 0–1 | 2–0 |     | 3–0 |
| 5  | Yemen             | 8  | 1 | 0 | 7 | 2  | 17 | −15 | 3  | Vòng loại Asian Cup (vòng play-off) |  | 1–3 | 0–3 | 0–2 | 0–4 |     |

1. ↑  FIFA xử Cộng hòa Dân chủ Nhân dân Triều Tiên thắng 3–0 do sử dụng cầu thủ Mudir Al-Radaei của Yemen không đủ điều kiện thi đấu, trận đấu khi đó kết thúc với tỷ số 1–0 nghiêng về CHDCND Triều Tiên.[42]

| Philippines                | 2–1                            | Bahrain         |
| -------------------------- | ------------------------------ | --------------- |
| Bahadoran 50' · Patiño 60' | Chi tiết (FIFA) Chi tiết (AFC) | Al-Malood 90+3' |

| Yemen | 0–3 Xử thua                    | CHDCND Triều Tiên |
| ----- | ------------------------------ | ----------------- |
|       | Chi tiết (FIFA) Chi tiết (AFC) | So Hyon-Uk 71'    |

| CHDCND Triều Tiên                                                         | 4–2                            | Uzbekistan                  |
| ------------------------------------------------------------------------- | ------------------------------ | --------------------------- |
| Pak Kwang-Ryong 4' · Jang Kuk-Chol 16' · Ro Hak-Su 34' · Ri Hyok-Chol 36' | Chi tiết (FIFA) Chi tiết (AFC) | Ismailov 53' · Rashidov 79' |

| Yemen | 0–2                            | Philippines                |
| ----- | ------------------------------ | -------------------------- |
|       | Chi tiết (FIFA) Chi tiết (AFC) | Bahadoran 52' · Ramsay 74' |

| Uzbekistan   | 1–0                            | Yemen |
| ------------ | ------------------------------ | ----- |
| Geynrikh 51' | Chi tiết (FIFA) Chi tiết (AFC) |       |

| Bahrain | 0–1                            | CHDCND Triều Tiên |
| ------- | ------------------------------ | ----------------- |
|         | Chi tiết (FIFA) Chi tiết (AFC) | Jong Il-gwan 44'  |

| Philippines | 1–5                            | Uzbekistan                                        |
| ----------- | ------------------------------ | ------------------------------------------------- |
| Schröck 68' | Chi tiết (FIFA) Chi tiết (AFC) | Ahmedov 1' · Rashidov 14', 80' · Sergeev 43', 65' |

| Yemen | 0–4                           | Bahrain                                                        |
| ----- | ----------------------------- | -------------------------------------------------------------- |
|       | Chi tiết (FIFA) Chi tiết (AFC | Ali Baba 31' (ph.đ.) · Al-Husaini 45+1' · Omar 66' · Adnan 77' |

| CHDCND Triều Tiên | 0–0                            | Philippines |
| ----------------- | ------------------------------ | ----------- |
|                   | Chi tiết (FIFA) Chi tiết (AFC) |             |

| Bahrain | 0–4                            | Uzbekistan                                                  |
| ------- | ------------------------------ | ----------------------------------------------------------- |
|         | Chi tiết (FIFA) Chi tiết (AFC) | Sergeev 52' · Ahmedov 56' · Rashidov 66' · Shomurodov 90+5' |

| CHDCND Triều Tiên        | 1–0                            | Yemen |
| ------------------------ | ------------------------------ | ----- |
| Jong Il-gwan 12' (ph.đ.) | Chi tiết (FIFA) Chi tiết (AFC) |       |

| Bahrain                    | 2–0                            | Philippines |
| -------------------------- | ------------------------------ | ----------- |
| Abdullatif 53' · Adnan 61' | Chi tiết (FIFA) Chi tiết (AFC) |             |

| Philippines | 0–1                            | Yemen            |
| ----------- | ------------------------------ | ---------------- |
|             | Chi tiết (FIFA) Chi tiết (AFC) | A. Al-Sarori 83' |

| Uzbekistan                               | 3–1                            | CHDCND Triều Tiên |
| ---------------------------------------- | ------------------------------ | ----------------- |
| Sergeev 23' · Geynrikh 65' · Ahmedov 87' | Chi tiết (FIFA) Chi tiết (AFC) | Ri Hyok-Chol 2'   |

| CHDCND Triều Tiên                                  | 2–0                            | Bahrain |
| -------------------------------------------------- | ------------------------------ | ------- |
| Pak Kwang-Ryong 45+1' (ph.đ.) · Jong Il-gwan 90+3' | Chi tiết (FIFA) Chi tiết (AFC) |         |

| Yemen              | 1–3                            | Uzbekistan                               |
| ------------------ | ------------------------------ | ---------------------------------------- |
| A. Al-Sarori 90+1' | Chi tiết (FIFA) Chi tiết (AFC) | Haydarov 7' · Djeparov 31' · Andreev 50' |

| Uzbekistan   | 1–0                            | Philippines |
| ------------ | ------------------------------ | ----------- |
| Ismailov 59' | Chi tiết (FIFA) Chi tiết (AFC) |             |

| Bahrain                                                    | 3–0                            | Yemen |
| ---------------------------------------------------------- | ------------------------------ | ----- |
| Abdul-Latif 32' (ph.đ.) · Al-Maloob 63' · Al Romaihi 90+2' | Chi tiết (FIFA) Chi tiết (AFC) |       |

| Philippines                          | 3–2                          | CHDCND Triều Tiên                     |
| ------------------------------------ | ---------------------------- | ------------------------------------- |
| Bahadoran 43' · Ott 84' · Ramsay 90' | Chi tiết (FIFA) Report (AFC) | So Kyong-Jin 45+2' · Ri Hyok-Chol 48' |

| Uzbekistan   | 1–0                            | Bahrain |
| ------------ | ------------------------------ | ------- |
| Rashidov 50' | Chi tiết (FIFA) Chi tiết (AFC) |         |

## Đội xếp hạng 2
Để xác định bốn đội đứng thứ hai tốt nhất, các tiêu chuẩn sau đây được sử dụng:
1. Điểm (3 điểm cho một trận thắng, 1 điểm cho một trận hoà, 0 điểm cho một trận thua)
2. Hiệu số bàn thắng
3. Số bàn thắng
4. Các trận đấu play-off trên sân trung lập (nếu được chấp thuận bởi Ban tổ chức FIFA), với hiệp phụ và sút luân lưu nếu cần.

Vì Indonesia bị loại bởi FIFA, Bảng F chỉ gồm bốn đội so với năm đội trong tất cả các bảng khác. Do đó, kết quả so với đội xếp thứ năm không được tính khi xác định thứ hạng của các đội xếp thứ hai.

| VT | Bg | Đội               | ST | T | H | B | BT | BB | HS  | Đ  | Giành quyền tham dự                   |
| -- | -- | ----------------- | -- | - | - | - | -- | -- | --- | -- | ------------------------------------- |
| 1  | F  | Iraq              | 6  | 3 | 3 | 0 | 13 | 6  | +7  | 12 | Vòng 3 và Cúp bóng đá châu Á          |
| 2  | E  | Syria             | 6  | 4 | 0 | 2 | 14 | 11 | +3  | 12 | Vòng 3 và Cúp bóng đá châu Á          |
| 3  | A  | UAE               | 6  | 3 | 2 | 1 | 16 | 4  | +12 | 11 | Vòng 3 và Cúp bóng đá châu Á          |
| 4  | C  | Trung Quốc        | 6  | 3 | 2 | 1 | 9  | 1  | +8  | 11 | Vòng 3 và Cúp bóng đá châu Á          |
| 5  | H  | CHDCND Triều Tiên | 6  | 3 | 1 | 2 | 10 | 8  | +2  | 10 | Vòng loại Cúp bóng đá châu Á (vòng 3) |
| 6  | B  | Jordan            | 6  | 3 | 1 | 2 | 9  | 7  | +2  | 10 | Vòng loại Cúp bóng đá châu Á (vòng 3) |
| 7  | D  | Oman              | 6  | 2 | 2 | 2 | 6  | 6  | 0   | 8  | Vòng loại Cúp bóng đá châu Á (vòng 3) |
| 8  | G  | Liban             | 6  | 1 | 2 | 3 | 3  | 6  | −3  | 5  | Vòng loại Cúp bóng đá châu Á (vòng 3) |

## Đội xếp hạng 4
Để xác định bốn đội đứng thứ tư tốt nhất, các tiêu chuẩn sau đây được sử dụng:
1. Điểm (3 điểm cho một trận thắng, 1 điểm cho một trận hoà, 0 điểm cho một trận thua)
2. Khác biệt Goal
3. Số bàn thắng
4. Các trận đấu play-off trên sân trung lập (nếu được chấp thuận bởi Ban tổ chức FIFA), với thêm thời gian và sút luân lưu nếu cần.

Như một kết quả của Indonesia đang bị loại bởi hệ thống treo FIFA, Nhóm F chỉ chứa bốn đội so với năm đội trong tất cả các nhóm khác. Do đó, kết quả so với đội thứ năm đặt không được tính khi xác định thứ hạng của các đội á quân.

| VT | Bg | Đội               | ST | T | H | B | BT | BB | HS  | Đ | Giành quyền tham dự                          |
| -- | -- | ----------------- | -- | - | - | - | -- | -- | --- | - | -------------------------------------------- |
| 1  | D  | Guam              | 6  | 1 | 1 | 4 | 1  | 14 | −13 | 4 | Vòng loại Cúp bóng đá châu Á (vòng 3)        |
| 2  | G  | Myanmar           | 6  | 1 | 1 | 4 | 4  | 18 | −14 | 4 | Vòng loại Cúp bóng đá châu Á (vòng 3)        |
| 3  | H  | Bahrain           | 6  | 1 | 0 | 5 | 3  | 10 | −7  | 3 | Vòng loại Cúp bóng đá châu Á (vòng 3)        |
| 4  | E  | Afghanistan       | 6  | 1 | 0 | 5 | 4  | 24 | −20 | 3 | Vòng loại Cúp bóng đá châu Á (vòng 3)        |
| 5  | B  | Tajikistan        | 6  | 0 | 1 | 5 | 3  | 19 | −16 | 1 | Vòng loại Cúp bóng đá châu Á (vòng play-off) |
| 6  | F  | Đài Bắc Trung Hoa | 6  | 0 | 0 | 6 | 5  | 19 | −14 | 0 | Vòng loại Cúp bóng đá châu Á (vòng play-off) |
| 7  | C  | Maldives          | 6  | 0 | 0 | 6 | 0  | 15 | −15 | 0 | Vòng loại Cúp bóng đá châu Á (vòng play-off) |
| 8  | A  | Malaysia          | 6  | 0 | 0 | 6 | 1  | 29 | −28 | 0 | Vòng loại Cúp bóng đá châu Á (vòng play-off) |

## Cầu thủ ghi bàn
14 bàn
- Mohammad Al-Sahlawi

11 bàn
- Ahmed Khalil

8 bàn
- Tim Cahill
- Dương Húc

7 bàn
- Sardar Azmoun
- Omar Khribin

6 bàn
- Vu Đại Bảo
- Honda Keisuke
- Hamza Al-Dardour
- Son Heung-min
- Manuchekhr Dzhalilov

5 bàn
- Mehdi Taremi
- Kagawa Shinji
- Hassan Abdel-Fattah
- Ali Ashfaq
- Hassan Al Haidos
- Taisir Al-Jassim
- Ali Mabkhout
- Sardor Rashidov

4 bàn
- Mile Jedinak
- Tom Rogić
- Younis Mahmoud
- Okazaki Shinji
- Abdallah Deeb
- Bader Al-Mutawa
- Yousef Nasser
- Anton Zemlianukhin
- Ahmad Abu Nahyeh
- Boualem Khoukhi
- Mohammed Muntari
- Mohammed Musa
- Osama Omari
- Igor Sergeev

3 bàn
- Nathan Burns
- Khương Ninh
- Yoshida Maya
- Jong Il-gwan
- Ri Hyok-chol
- Kwon Chang-hoon
- Lee Jae-sung
- Khampheng Sayavutthi
- Tamer Seyam
- Jonathan Cantillana
- Misagh Bahadoran
- Ali Assadalla
- Yahya Al-Shehri
- Safuwan Baharudin
- Fazrul Nawaz
- Abdelrazaq Al Hussain
- Sanharib Malki
- Mahmoud Maowas
- Teerasil Dangda
- Arslanmyrat Amanow
- Omar Abdulrahman
- Odil Ahmedov
- Lê Công Vinh

2 bàn
- Khaibar Amani
- Norlla Amiri
- Mustafa Zazai
- Massimi Luongo
- Mark Milligan
- Aaron Mooy
- Ismail Abdul-Latif
- Abdulwahab Al Malood
- Sayed Mohamed Adnan
- Tshering Dorji
- Chencho Gyeltshen
- Vu Hán Siêu
- Vũ Lỗi
- Vương Vĩnh Phách
- Ngô Tuấn Thanh
- Lâm Gia Vỹ
- Godfred Karikari
- Jaimes McKee
- Sunil Chhetri
- Ashkan Dejagah
- Ehsan Hajsafi
- Ali Adnan
- Justin Meram
- Kanazaki Mu
- Pak Kwang-Ryong
- Jang Hyun-soo
- Ki Sung-yueng
- Koo Ja-cheol
- Suk Hyun-jun
- Vitalij Lux
- Hassan Chaito
- Hassan Maatouk
- Aung Thu
- Amad Al-Hosni
- Ahmed Mubarak Al-Mahaijri
- Abdulaziz Al-Muqbali
- Jaka Ihbeisheh
- Sameh Maraaba
- Yashir Pinto
- Iain Ramsay
- Karim Boudiaf
- Mohammed Kasola
- Fahad Al-Muwallad
- Khairul Amri
- Raja Rafe
- Akhtam Nazarov
- Pokklaw Anan
- Theerathon Bunmathan
- Adisak Kraisorn
- Mongkol Tossakrai
- Ramon Saro
- Guwanç Abylow
- Alexander Geynrikh
- Anzur Ismailov
- Nguyễn Văn Toàn
- Ahmed Al-Sarori

1 bàn
- Faysal Shayesteh
- Josef Shirdel
- Mathew Leckie
- Tommy Oar
- Mohammed Al Romaihi
- Sami Al-Husaini
- Hussain Ali Baba
- Abdullah Omar
- Jahid Hasan Ameli
- Biren Basnet
- Sos Suhana
- Hoàng Bác Văn
- Mai Phương
- Trương Lâm Bồng
- Trương Hi Triết
- Hoàng Khải Xuân
- Nghiêm Nhã Kỳ
- Ôn Chí Hào
- Brandon McDonald
- Travis Nicklaw
- Bạch Hạc
- Christian Annan
- Cúc Doanh Trí
- Lô Quân Nghi
- Paulinho Piracicaba
- Trần Triệu Kỳ
- Từ Đức Soái
- Sandesh Jhingan
- Jeje Lalpekhlua
- Robin Singh
- Karim Ansarifard
- Saeid Ezatolahi
- Jalal Hosseini
- Alireza Jahanbakhsh
- Kamal Kamyabinia
- Morteza Pouraliganji
- Ramin Rezaeian
- Masoud Shojaei
- Andranik Teymourian
- Mehdi Torabi
- Mohannad Abdul-Raheem
- Ali Hosni
- Dhurgham Ismail
- Mahdi Kamel
- Ahmed Yasin
- Haraguchi Genki
- Kiyotake Hiroshi
- Morishige Masato
- Usami Takashi
- Munther Abu Amarah
- Yaseen Al-Bakhit
- Yousef Al-Naber
- Yousef Al-Rawashdeh
- Baha' Faisal
- Ahmed Samir
- Jang Kuk-Chol
- Ro Hak-Su
- So Hyon-Uk
- So Kyong-Jin
- Lee Chung-yong
- Lee Jeong-hyeop
- Nam Tae-hee
- Aziz Mashaan
- Ali Maqseed
- Faisal Zayid
- Ildar Amirov
- Azamat Baymatov
- Edgar Bernhardt
- Bakhtiyar Duyshobekov
- Roda Antar
- Abbas Ahmed Atwi
- Hilal El-Helwe
- Mohammed Ghaddar
- Ali Hamam
- Youssef Mohamad
- Joan Oumari
- Feiz Shamsin
- Baddrol Bakhtiar
- Mohd Safiq Rahim
- Safee Sali
- Mohd Amri Yahyah
- Asadhulla Abdulla
- Naaiz Hassan
- Ahmed Nashid
- Kyaw Ko Ko
- Kyaw Zayar Win
- Suan Lam Mang
- Zaw Min Tun
- Mohammed Al-Ghassani
- Saad Al-Mukhaini
- Qasim Said
- Raed Ibrahim Saleh
- Mus'ab Al-Batat
- Ahmed Awad
- Abdellatif Bahdari
- Matías Jadue
- Pablo Tamburrini
- Khader Yousef
- Manuel Ott
- Javier Patiño
- Stephan Schröck
- Ahmed Abdul Maqsoud
- Akram Afif
- Abdelkarim Hassan
- Ismaeel Mohammad
- Sebastián Soria
- Salman Al-Faraj
- Osama Hawsawi
- Naif Hazizi
- Faris Ramli
- Moayad Ajan
- Oday Al-Jafal
- Ahmad Kallasi
- Omar Midani
- Fatkhullo Fatkhuloev
- Kroekrit Thaweekarn
- Tana Chanabut
- Serdarali Ataýew
- Artur Geworkýan
- Ruslan Mingazow
- Süleýman Muhadow
- Mekan Saparow
- Mohamed Ahmed
- Ahmed Al-Hasmi
- Habib Fardan
- Ismail Al Hammadi
- Abdullah Mousa
- Mohanad Salem
- Stanislav Andreev
- Server Djeparov
- Azizbek Haydarov
- Eldor Shomurodov
- Đinh Tiến Thành
- Trần Phi Sơn

1 bàn phản lưới nhà
- Sharif Mukhammad (trong trận gặp Nhật Bản)
- Topu Barman (trong trận gặp Úc)
- Khoun Laboravy (trong trận gặp Nhật Bản)
- Leng Makara (trong trận gặp Syria)
- Ildar Amirov (trong trận gặp Úc)
- Valery Kichin (trong trận gặp Bangladesh)
- Ali Hamam (trong trận gặp Hàn Quốc)
- Zaw Min Tun (trong trận gặp Kuwait)
- Hamdi Al Masri (trong trận gặp Nhật Bản)
- Serdar Annaorazow (trong trận gặp Guam)
- Mekan Saparow (trong trận gặp Oman)
- Đinh Tiến Thành (trong trận gặp Thái Lan)